# دیک‌دیک سلتی
دیک‌دیک سَلتی (نام علمی: Madoqua saltiana) یک شاخ‌دراز از سرده دیک‌دیک است که در مناطق نیمه‌بیابانی و بیشه‌زارهای شاخ آفریقا زندگی می‌کند اما در شمال کنیا و شرق سودان نیز یافت می‌شود. این گونه نامش را از هنری سلت، مصرشناس بریتانیایی گرفته که اوایل سدهٔ نوزدهم آن را کشف کرد.